# Amaxac de Guerrero
Amaxac de Guerrero là một đô thị thuộc bang Tlaxcala, México. Năm 2005, dân số của đô thị này là 7878 người.